# The Monster (Walygator Parc)
The Monster is een omgekeerde stalen achtbaan in het Franse attractiepark Walygator Parc en is gebouwd door Bolliger & Mabillard. De achtbaan was oorspronkelijk gebouwd voor het Japanse attractiepark Expoland. Daar was de attractie met toenmalige naam Orochi in gebruik van 1996 tot 2007. Nadien werd de Orochi gesloten en verplaatst naar Walygator Parc, waar het op 9 juli 2010 opnieuw geopend werd.